# Lịch sử hành chính Khánh Hòa
Lịch sử hành chính Khánh Hòa có thể xem mốc khởi đầu từ năm 1831 với cải cách hành chính của Minh Mạng, thành lập tỉnh Khánh Hòa. Vào thời điểm hiện tại (2020), về mặt hành chính, Khánh Hòa được chia làm 9 đơn vị hành chính cấp huyện – gồm 2 thành phố trực thuộc tỉnh, 1 thị xã, 6 huyện – và 132 đơn vị hành chính cấp xã – gồm 96 xã, 30 phường và 6 thị trấn.

## Thời Chúa Nguyễn và Nhà Tây Sơn

### Trước khi thành lập tỉnh

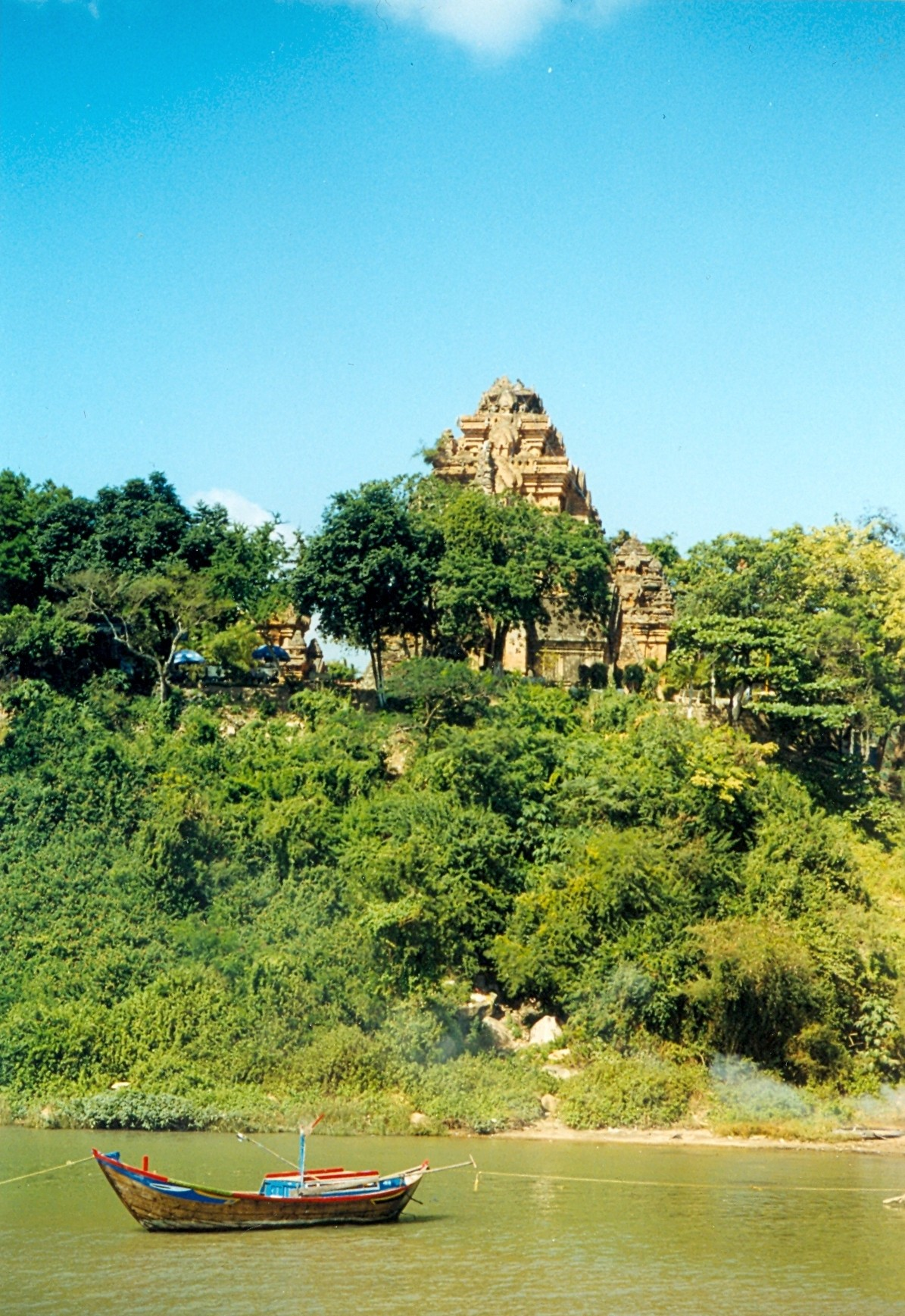
Tháp Po Nagar, trung tâm tôn giáo của Kauthara

Vùng đất Khánh Hòa xưa vốn là thuộc vương quốc Chăm cổ. Sau chiến bại năm 1653 trước chúa Nguyễn Phúc Tần, vua Chăm sai con mang thư hàng và xin dâng đất cho Chúa từ sông Phan Rang trở ra đến Phú Yên. Chúa chấp thuận và đặt dinh Thái Khang gồm hai phủ là phủ Thái Khang gồm các huyện Tân Định, Quảng Phước ở phía bắc (nay là các huyện Ninh Hòa và Vạn Ninh) và phủ Diên Ninh gồm các huyện Phước Diên, Hoa Châu, Vĩnh Xương ở phía nam (nay là các huyện Diên Khánh, Cam Lâm, Khánh Sơn, thành phố Cam Ranh, thành phố Nha Trang và một phần phía Bắc của tỉnh Ninh Thuận), giao cho Hùng Lộc làm thái thú. Từ đó, vùng đất này đã trở thành một bộ phận của lãnh thổ Việt Nam và công cuộc khai khẩn lập làng của người Việt được đẩy mạnh. Dân cư sống tập trung tại các hạ lưu sông Dinh và sông Cái. Đến năm 1690, phủ Thái Khang được đổi tên thành phủ Bình Khang. Năm 1742, phủ Diên Ninh đổi thành phủ Diên Khánh.

Bản đồ tỉnh Khánh Hòa nhà Nguyễn

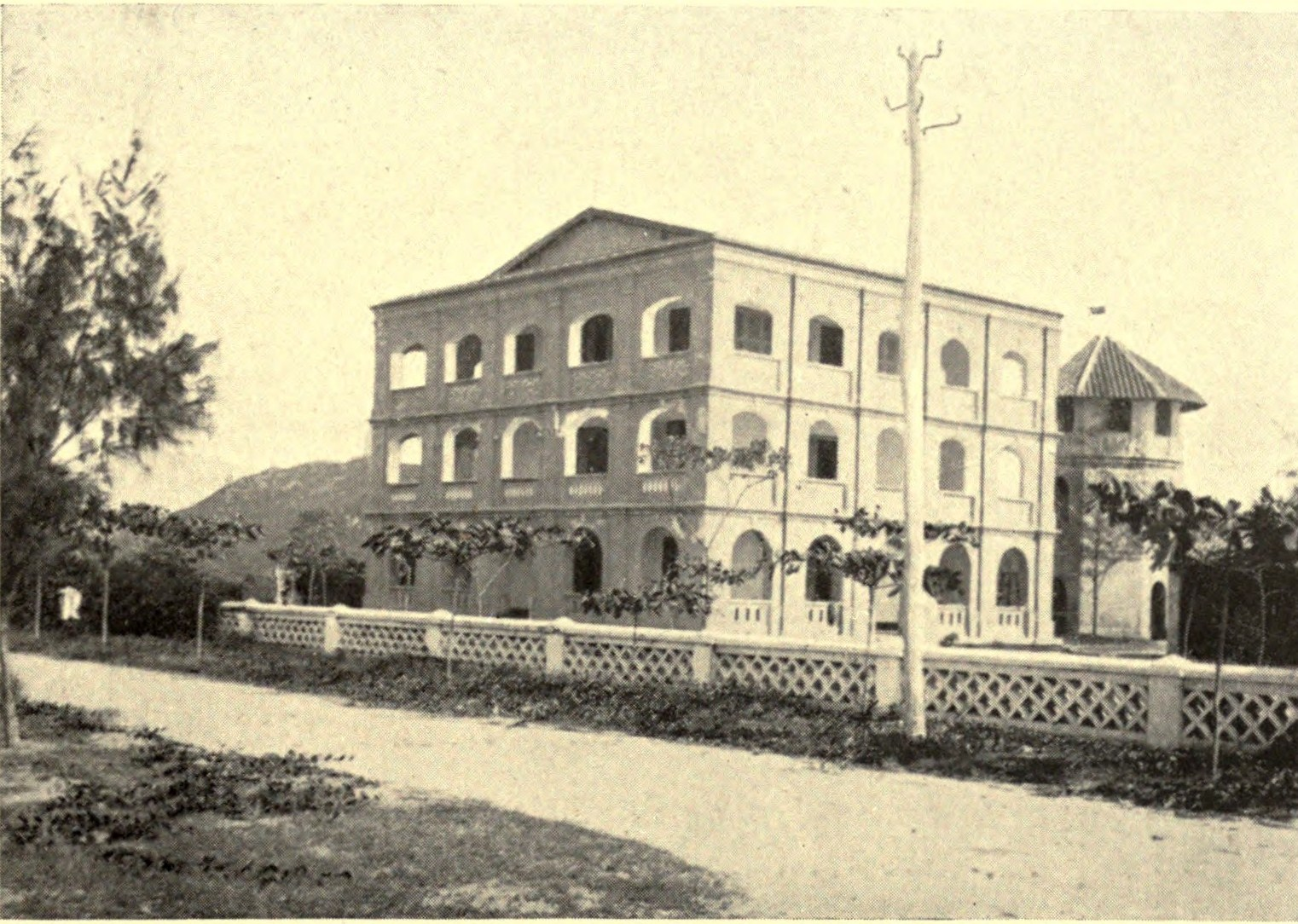
Nhà Yersin thời Pháp thuộc (nay là nhà khách Bộ Công An)

## Thời Nhà Nguyễn
Năm 1802, sau khi đánh bại nhà Tây Sơn, Nguyễn Phúc Ánh lên ngôi lấy hiệu là Gia Long. Năm 1803, Dinh Bình Khang được đổi tên thành Dinh Bình Hòa, phủ Bình Khang cũng được đổi tên thành phủ Bình Hòa nhưng sở lỵ đã được chuyển từ đây sang phủ Diên Khánh. Năm 1808, Dinh được đổi thành Trấn.

### Tỉnh Khánh Hòa - Những thay đổi hành chính
Đến năm 1831 (năm Minh Mạng thứ 12), trấn Bình Hòa được đổi tên thành tỉnh Khánh Hòa, còn phủ Bình Hòa trở thành phủ Ninh Hòa. Vào thời điểm đó, tỉnh Khánh Hòa gồm 2 phủ, 4 huyện là: Phủ Diên Khánh gồm 2 huyện: Phước Điền, Vĩnh Xương; Phủ Ninh Hòa gồm 2 huyện: Quảng Phước và Tân Định, tỉnh lỵ là Phủ Diên Khánh.

## Thời Pháp thuộc và Nhật thuộc
Năm 1884, triều đình nhà Nguyễn ký kết hiệp ước Patenotre với Pháp, tạo cơ sở cho việc thiết lập chính quyền đô hộ của Pháp ở Việt Nam và sự suy yếu của nhà Nguyễn. Là một tỉnh ở xứ Trung Kỳ, Khánh Hòa vẫn là bộ phận của Nam triều, đồng thời tồn tại Chính quyền bảo hộ Pháp. Quan lại của Nam triều gồm có chức tuần vũ, án sát coi việc hành chính, lãnh binh coi việc canh gác và giữ gìn an ninh trong tỉnh, đóng tại Diên Khánh. Cơ quan bảo hộ Pháp gồm có chánh sứ, phó sứ và giám binh, đóng tại Nha Trang. Nha Trang dần phát triển thành thị trấn.
Ngày 9 tháng 3 năm 1945, Nhật đảo chính Pháp, giao tỉnh Khánh Hòa cho các quan Nam triều quản lý, cơ quan hành chính của tỉnh dời xuống Nha Trang. Từ đó, Nha Trang chính thức trở thành tỉnh lỵ của tỉnh Khánh Hòa.

## Giai đoạn 1954 - 1975

### Về phíaQuốc gia Việt NamvàViệt Nam Cộng hòa
| Dân số tỉnh Khánh Hòa 1967 | Dân số tỉnh Khánh Hòa 1967 |
| Quận                       | Dân số                     |
| -------------------------- | -------------------------- |
| Cam Lâm                    | 11.185                     |
| Diên Khánh                 | 47.446                     |
| Khánh Dương                | 5767                       |
| Ninh Hòa                   | 74.299                     |
| Vạn Ninh                   | 27.536                     |
| Vĩnh Xương                 | 163.828                    |
| Tổng số                    | 330.061                    |

#### TỉnhNinh Thuận
Ngày 3 tháng 5 năm 1957, Bộ trưởng Nội vụ Việt Nam Cộng hòa ban hành Nghị định số 143-BNV/HC/NĐ. Theo đó, tỉnh Ninh Thuận, tỉnh lỵ Phan Rang, gồm các đơn vị hành chánh:
| Đơn vị hành chánh của tỉnh Ninh Thuận | Đơn vị hành chánh của tỉnh Ninh Thuận | Đơn vị hành chánh của tỉnh Ninh Thuận                                                                         |
| Số thứ tự                             | Quận                                  | Xã |
| ------------------------------------- | ------------------------------------- | --- |
| 1                                     | Thanh Hải                             | Các xã: Phan Rang (xã Kinh Dinh và Long Tài nhập lại), Khánh Hải, Vĩnh Hải, Tân Hải, Mỹ Hải, Đông Hải, An Hải |
| 2                                     | Bửu Sơn                               | Các xã: An Sơn, Phước Sơn, Tân Sơn, E Lâm Hạ, Phú Sơn, Mỹ Sơn, Thái Sơn, Diêm Sơn                             |
| 3                                     | An Phước                              | Các xã: Hữu Phước, Đại Phước, Hậu Phước, Mỹ Phước, Trì Phước, Trà Dương, Ê Lâm Thượng                         |
| Tổng cộng: 3 quận, 22 xã              |                                       | |

Ngày 24 tháng 2 năm 1958, Bộ trưởng Nội vụ Việt Nam Cộng hòa ban hành Nghị định số 46-BNV/NC/NĐ. Theo đó, tỉnh Ninh Thuận (tỉnh lỵ Phan Rang), gồm các đơn vị hành chánh:
| Đơn vị hành chánh của tỉnh Ninh Thuận | Đơn vị hành chánh của tỉnh Ninh Thuận | Đơn vị hành chánh của tỉnh Ninh Thuận |
| Số thứ tự                             | Quận                                  | Xã |
| ------------------------------------- | ------------------------------------- | --- |
| 1                                     | Thanh Hải (quận lỵ Khánh Hải)         | Các xã: Phan Rang, Vĩnh Hải, Cát Hải (xã Thượng, gồm hai thôn Cát Gia và Gia Ở trước thuộc xã Ê Lâm Hạ quận Bửu Sơn), Tân Hải (gồm cả thôn Bình Nghĩa trước thuộc xã Tri Phước, quận An Phước), Hộ Hải (gồm 3 thôn Hồ Diêm, Gò Dến và Cà Dù trước thuộc xã Tân Sơn, quận Bửu Sơn), Khánh Hải, Mỹ Hải, Đông Hải, An Hải, Phước Hải (gồm 5 thôn trước thuộc xã Mỹ Phước và 3 thôn trước thuộc xã Đại Phước quận An Phước), Diêm Hải (tên cũ là Diêm Sơn, quận Bửu Sơn) |
| 2                                     | Bửu Sơn (quận lỵ An Sơn)              | Các xã: Ê Lâm Hạ (gồm cả thôn Mỹ Hiệp thuộc xã Tà Dương quận An Phước), Ê Lâm Thượng (gồm cả ba thôn, Cà Dấp, Chơ Vơ, Tân Mỹ Thượng trước thuộc xã Tà Dương, quận An Phước), Tri Phước, Tân Sơn, An Sơn, Phú Sơn, Thái Sơn, Phước Sơn, Mỹ Sơn |
| 3                                     | An Phước (quận lỵ Hậu Phước)          | Các xã: Hậu Phước (gồm cả thôn Trường Sanh trước thuộc xã Phú Sơn và hai thôn Thái Giao và Hoài Nhơn trước thuộc xã Phước Sơn, quận Bửu Sơn), Hữu Phước, Đại Phước (gồm cả 4 thôn Nho Lâm, Nhuận Đức, Mông Đức và La Chữ trước thuộc xã Thái Sơn, quận Bửu Sơn), Tà Dương |
| Cộng: 3 quận và 24 xã                 |                                       | |

Ngày 6 tháng 4 năm 1960, Tổng thống Việt Nam Cộng hòa ban hành Sắc lệnh số 84-NV. Theo đó, thành lập một quận gọi là quận Du Long, đặt thuộc tỉnh Ninh Thuận. Quận mới gồm 5 xã: É Lâm Hạ (nguyên thuộc quận Bửu Sơn tỉnh Ninh Thuận), Cam Thọ và Cam Ly (nguyên thuộc quận Cam Lâm, tỉnh Khánh Hòa), Cam Lục (gồm 2 thôn Ma Du và Sông Cạn nguyên thuộc xã Cam Lục cũ và thôn Trại Láng nguyên thuộc xã Cam Lương, quận Cam Lâm, tỉnh Khánh Hòa), Cam Lộc (gồm phần đất thôn Hòa Diêm thuộc xã Cam Lộc cũ, quận Cam Lâm, tỉnh Khánh Hòa). Quận lỵ quận Du Long đặt tại Karom, xã Cam Ly. Vịnh Cam Ranh, đảo Bình Ba và bản đão Cam Ranh vẫn thuộc tỉnh Khánh Hòa.
Ngày 21 tháng 9 năm 1960, Tổng thống Việt Nam Cộng hòa ban hành Nghị định số 1259-BNV/NC8/NĐ. Theo đó, xã Đông Hải thuộc quận Thanh Hải, tỉnh Ninh Thuận nay được chia làm hai xã Đông Hải và xã Dinh Hải.
Ngày 2 tháng 2 năm 1961, Tổng thống Việt Nam Cộng hòa ban hành Nghị định số 85-BNV/NC8/NĐ. Theo đó, xã Cam Lộc thuộc quận Du Long, tỉnh Ninh Thuận sáp nhập vào xã Cam Thọ cùng quận.
Ngày 12 tháng 7 năm 1962, Tổng thống Việt Nam Cộng hòa ban hành Nghị định số 722-NV. Theo đó, thành lập tại quận Thanh Hải tỉnh Ninh Thuận một cơ sở phái viên hành chánh lấy tên là cơ sở phái viên hành chánh Tiên Lễ, trụ sợ đặt tại Văn Lâm. Phạm vi hoạt động của cơ sở phái viên hành chánh Tiên Lễ gồm 4 xã: An Hải, Dinh Hải, Diêm Hải, Phước Hải.
Ngày 12 tháng 4 năm 1963, Tổng thống Việt Nam Cộng hòa ban hành Nghị định số 333-NV. Theo đó, dời quận lỵ quận An Phước thuộc tỉnh Ninh Thuận, đến Mông Đức, xã Đại Phước.
Ngày 25 tháng 10 năm 1965, Chủ tịch Ủy ban Hành pháp Trung ương Việt Nam Cộng hòa ban hành Sắc lệnh số 209-NV. Theo đó, thiết lập tại Vùng 2 Chiến thuật một thị xã lấy tên là thị xã Cam Ranh. Địa phận chuyển các ấp Hòa Điềm, Trại Láng, Ma Dú, Sông Cạn và Mỹ Thạnh, thuộc xã Cam Thọ, quận Du Long, tỉnh Ninh Thuận nay tạm sáp nhập vào xã Cam Lộc, thị xã Cam Ranh mới lập.
Ngày 3 tháng 1 năm 1967, Chủ tịch Hành pháp Trung ương Việt Nam Cộng hòa ban hành Nghị định số 12-NĐ/ĐUHC. Theo đó, ấn định lại như sau các đơn vị hành chánh tỉnh Ninh Thuận:
| Đơn vị hành chánh của tỉnh Ninh Thuận | Đơn vị hành chánh của tỉnh Ninh Thuận | Đơn vị hành chánh của tỉnh Ninh Thuận |
| Số thứ tự                             | Quận                                  | Xã |
| ------------------------------------- | ------------------------------------- | --- |
| 1                                     | Thanh Hải, quận lỵ Ninh Chữ           | Các xã: Khánh Hải, Mỹ Hải, Phan Rang, An Hải, Hộ Hải, Đông Hải, Tân Hải (trừ ấp Bình Nghĩa sáp nhập vào xã Cát Hải, quận Du Long), Vĩnh Hải                                                                                            |
| 2                                     | Du Long, quận lỵ Bà Râu               | Các xã: Ế Lâm Hạ, Cam Ly, Cam Lục, Cát Hải (trước thuộc quận Thanh Hải và nay, gồm thêm ấp Bình Nghĩa của Tân Hải quận Thanh Hải), Cam Thọ (trừ các ấp Hòa Diêm, Mỹ Thạnh, Trại Láng, Ma Dú, Sông Cạn đã sáp nhập vào thị xã Cam Ranh) |
| 3                                     | An Phước, quận lỵ Phú Quý             | Các xã: Thái Sơn (trước thuộc quận Bửu Sơn), Diêm Hải, Dinh Hải, Phước Hải (ba xã này trước thuộc quận Thanh Hải), Hữu Phước, Hậu Phước, Đại Phước, Tà Dương                                                                           |
| 4                                     | Bửu Sơn, quận lỵ Tháp Chàm            | Các xã: An Sơn, Mỹ Sơn, Ế Lâm Thượng, Phước Sơn, Phú Sơn, Tân Sơn, Tri Phước |
| Cộng: 4 quận và 28 xã.                |                                       | |

Cơ sở phái viên hành chánh Tiên Lễ trước thuộc quận Thanh Hải và, gồm có các xã An Hải, Diên Hải, Dinh Hải, Phước Hải, nay được bãi bỏ. Xã An Hải nay đặt trực thuộc quận Thanh Hải. Các xã Diêm Hải, Dinh Hải, Phước Hải nay được sáp nhập vào quận An Phước. Thành lập tại quận An Phước và đặt trực thuộc quận này một cơ sở phái viên hành chánh Thương Nghiệp, trụ sở đặt tại Lạc Nghiệp, xã Diêm Hải. Phạm vi hoạt động của cơ sở phái viên hành chánh Thương Nghiệp, gồm ba xã: Diêm Hải, Dinh Hải, Phước Hải.
Ngày 16 tháng 8 năm 1967, Đặc ủy hành chính Việt Nam Cộng hòa ban hành Nghị định số 693-ĐUHC/NC/6. Theo đó, sáp nhập xã Cam Lục thuộc quận Du Long, tỉnh Ninh Thuận vào xã Cam Ly cùng quận.
Ngày 27 tháng 2 năm 1968, Thủ tướng Chính phủ Việt Nam Cộng hòa ban hành Nghị định số 191-NĐ/NV. Theo đó, quận Du Long, quận lỵ Hiệp Kiết (tục danh Karom), gồm các xã: Cam Lỳ (nay thêm phần đất xã Cam Lục), É Lâm Hạ, Cát Hải (trước thuộc quận Thanh Hải nay gồm thêm ấp Bình Nghĩa của xã Tân Hải, quận Thanh Hải), Cam Thọ (trừ các ấp Hòa Diêm, Mỹ Thạnh, Trại Láng, Ma Dú, Sông Cạn đã sáp nhập vào thị xã Cam Ranh).
Ngày 10 tháng 4 năm 1970, Thủ tướng Chính phủ Việt Nam Cộng hòa ban hành Nghị định số 386-NĐ/NV. Theo đó, bãi bỏ cơ sở phái viên hành chánh Thương Nghiệp thuộc quận An Phước, tỉnh Ninh Thuận. Các xã Diêm Hải, Dinh Hải, Phước Hải nguyên thuộc cơ sở phái viên hành chánh Thương Nghiệp, nay đặt trực thuộc quận An Phước, tỉnh Ninh Thuận.
Ngày 4 tháng 8 năm 1971, Thủ tướng Chính phủ Việt Nam Cộng hòa ban hành Nghị định số 785-NĐ/NV. Theo đó, thiết lập tại tỉnh Ninh Thuận một quận mới lấy tên là quận Sông Pha, địa phận, gồm lãnh thổ xã É Lâm Thượng với ấp Lương Giang, xã Mỹ Sơn, quận Bửu Sơn sáp nhập. Quận lỵ đặt Sông Pha. Các đơn vị hành chánh của quận Sông Pha được ấn định lại như sau: xã Bửu Lâm, gồm địa phận ấp Sông Pha thuộc địa phận xã É Lâm Thượng; xã É Lâm Thượng, gồm các ấp còn lại thêm ấp Lương Giang sáp nhập.
Ngày 10 tháng 1 năm 1975, Tổng trưởng Nội vụ Việt Nam Cộng hòa ban hành Nghị định số 35-BNV/HC/NĐ. Theo đó, thành lập tại quận Sông Pha, tỉnh Ninh Thuận, một xã mới lấy tên là xã Quảng Thuận.

#### TỉnhKhánh Hòa

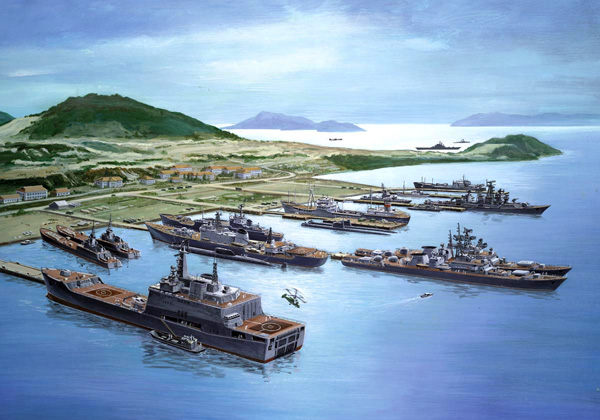
Tranh vẽ căn cứ hải quân Liên Xô tại Vịnh Cam Ranh năm 1985

Ngày 27 tháng 1 năm 1958, Bộ trưởng Nội vụ Việt Nam Cộng hòa ban hành Nghị định số 18-BNV/NC/NĐ. Theo đó, thị xã Nha Trang cũ được cải biến thành hai xã lấy tên là: xã Nha Trang Đông, gồm các phường I, II và III; xã Nha Trang Tây, gồm các phường IV và V. Xã Nha Trang Đông và xã Nha Trang Tây được đặt trong địa hạt quận Vĩnh Xương, tỉnh Khánh Hòa.
Ngày 17 tháng 5 năm 1958, Bộ trưởng Nội vụ Việt Nam Cộng hòa ban hành Nghị định số 216-HV/HC/P6. Theo đó, cải biến thành quận hành chánh nha đại diện hành chánh Cam Lâm thuộc tỉnh Khánh Hòa. Bãi bỏ nha đại diện hành chánh Suối Dầu (cùng tỉnh) và địa phận nha này, được sáp nhập vào địa hạt quận Diên Khánh cùng tỉnh. Tỉnh Khánh Hòa (tỉnh lỵ Nha Trang), gồm các đơn vị hành chánh kể sau đây:
| Đơn vị hành chánh của tỉnh Khánh Hòa | Đơn vị hành chánh của tỉnh Khánh Hòa | Đơn vị hành chánh của tỉnh Khánh Hòa |
| Số thứ tự                            | Quận                                 | Xã |
| ------------------------------------ | ------------------------------------ | --- |
| 1                                    | Vĩnh Xương (quận lỵ Vĩnh Thanh)      | Các xã: Nha Trang Đông, Nha Trang Tây, Vĩnh Ích, Vĩnh Lương, Vĩnh Hải, Vĩnh Phước, Vĩnh Nguyên, Vĩnh Trương, Vĩnh Thai, Vĩnh Hiệp, Vĩnh Ngọc, Vĩnh Thành, Vĩnh Trung, Vĩnh Phương |
| 2                                    | Ninh Hòa (quận lỵ Mỹ Hiệp)           | Các xã: Mỹ Hiệp, Ninh Vinh, Ninh Đa, Ninh Phong, Ninh Lộc, Ninh Mỹ, Ninh Hà, Ninh Giang, Ninh Phú, Ninh Quý, Ninh Hưng, Ninh Xuân, Ninh Thượng, Ninh Phụng, Ninh Bưu, Ninh Hải, Ninh Diệm, Ninh Thuỷ, Ninh Đông, Ninh Binh, Ninh Quang, Ninh Sơn, Ninh Phước, Ninh Thân, Ninh Tân, Ninh Thọ, Ninh An, Buôn Sim |
| 3                                    | Vạn Ninh (quận lỵ Vạn Gia)           | Các xã: Vạn Hưng, Vạn Lương, Vạn Phú, Vạn Thanh, Vạn Bình, Vạn Thắng, Vạn Khánh, Vạn Long, Vạn Phước |
| 4                                    | Diên Khánh (quận lỵ Diên Thanh)      | Các xã: Diên An, Diên Toan, Diên Thanh, Diên Lạc, Diên Hòa, Diên Bình, Diên Phước, Diên Lộc, Diên Thọ, Diên Phủ, Diên Thuỷ, Diên Diên, Diên Sơn, Diên Lâm, Suối Hiệp, Suối Cát, Suối Hai, Suối Vinh, Suối Hòa, Suối Tân, Suối Tiên, Suối Thượng                                                                |
| 5                                    | Cam Lâm (quận lỵ Cam Lộc)            | Các xã: Cam Thọ, Cam Lộc, Cam Bình, Cam Linh, Cam Ranh, Cam Phúc, Cam Thượng, Cam Lực, Cam Lương, Cam Ly |
| Cộng: 5 quận, 83 xã.                 |                                      | |

Ngày 8 tháng 7 năm 1958, Bộ trưởng Nội vụ Việt Nam Cộng hòa ban hành Nghị định số 368-BNV/HC/P6/NĐ. Theo đó, bãi bỏ nha đại diện hành chánh Suối Dầu thuộc tỉnh Khánh Hòa và địa phận nha này được sáp nhập vào địa hạt quận Cam Lâm cùng tỉnh.
| Đơn vị hành chánh của tỉnh Khánh Hòa | Đơn vị hành chánh của tỉnh Khánh Hòa | Đơn vị hành chánh của tỉnh Khánh Hòa |
| Số thứ tự                            | Quận                                 | Xã |
| ------------------------------------ | ------------------------------------ | --- |
| 1                                    | Diên Khánh (quận lỵ Diên Thành)      | Các xã: Diên An, Diên Toàn, Diên Thành, Diên Lạc, Diên Hòa, Diên Bình, Diên Phước, Diên Lộc, Diên Thọ, Diên Phú, Diên Thuỷ, Diên Điền, Diên Sơn, Diên Lâm                                      |
| 2                                    | Cam Lâm (quận lỵ tại Cam Lộc)        | Các xã: Cam Thọ, Cam Lộc, Cam Bình, Cam Linh, Cam Ranh, Cam Phúc, Cam Thượng, Cam Lục, Cam Lương, Cam Ly, Suối Hiệp, Suối Cát, Suối Hai, Suối Vinh, Suối Hòa, Suối Tân, Suối Tiên, Suối Thượng |

Ngày 17 tháng 4 năm 1959, Tổng thống Việt Nam Cộng hòa ban hành Sắc lệnh số 94-NV. Theo đó, lập một cơ sơ hành chánh gọi là Khánh Dương và đặt thuộc quận Ninh Hòa, tỉnh Khánh Hòa. Cơ sở này gồm tổng Krong Jing và Krong Hing (nguyên thuộc quận M'Drack, tỉnh Darlac). Trụ sở cơ sở hành chánh Khánh Dương đặt tại Khánh Chỉ.
Ngày 9 tháng 3 năm 1960, Tổng thống Việt Nam Cộng hòa ban hành Nghị định số 275-BNV/NC8/NĐ. Theo đó, bãi bỏ trong danh sách các đơn vị hành chánh thuộc quận Ninh Hòa, tỉnh Khánh Hòa, 8 xã sau đây: Ninh Mỹ, Ninh Bửu, Ninh Phong, Ninh Vĩnh, Ninh Quý, Ninh Thuỷ, Ninh Tân và Ninh Sơn. Sau khi điều chỉnh địa giới quận Ninh Hòa (quận lỵ Ninh Hiệp) gồm có các xã và tổng:
- Ninh An, Ninh Thọ (kể cả phần đất xã Ninh Tân cũ trừ 2 thôn Sơn Định và Chánh Bình), Ninh Hải, Ninh Diêm (kể cả phần đất xã Ninh Thuỷ cũ và 2 thôn Sơn Định và Chánh Bình của xã Ninh Tân). Ninh Phước, Ninh Thượng (kể cả thôn Tân Ninh của xã Ninh Sơn cũ), Ninh Sim, Ninh Xuân, Ninh Thân (kể cả thôn Vĩnh Thạnh của xã Ninh Sơn cũ), Ninh Phụng (kể cả thôn Ninh Bửu cũ), Ninh Đông (kể cả phần đất của xã Ninh Vĩnh và Ninh Sơn cũ, trừ hai thôn Tân Ninh và Vĩnh Thạnh), Ninh Đa (kể cả xã Ninh Quý cũ thôn Mỹ Lệ của xã Ninh Phú), Ninh Phú, Ninh Hiệp, Ninh Giang, Ninh Bình (kể cả xã Ninh Phong cũ), Ninh Quang (kể cả Ninh Phong cũ), Ninh Hưng, Ninh Hà, Ninh Lộc.
- Tổng Krong Jing gồm các xã Ea K'sung, Ea Pals (trực thuộc cơ sở hành chính Khánh Dương tại Khánh Chi).
- Tổng Krong Hing gồm các xã: Ea M'dual, Ea Trang , Cư Pal (trực thuộc cơ sở hành chính Khánh Dương tại Khánh Chi).
- Cộng: 2 tổng, 25 xã.

Ngày 6 tháng 4 năm 1960, Tổng thống Việt Nam Cộng hòa ban hành Sắc lệnh số 84-NV. Theo đó, chuyển các xã Cam Thọ và Cam Ly (nguyên thuộc quận Cam Lâm, tỉnh Khánh Hòa), Cam Lục (gồm 2 thôn Ma Du và Sông Cạn nguyên thuộc xã Cam Lục cũ và thôn Trại Láng nguyên thuộc xã Cam Lương, quận Cam Lâm, tỉnh Khánh Hòa), Cam Lộc (gồm phần đất thôn Hòa Diêm thuộc xã Cam Lộc cũ, quận Cam Lâm, tỉnh Khánh Hòa) về quận Du Long tỉnh Ninh Thuận mới lập. Vịnh Cam Ranh, đảo Bình Ba và bản đão Cam Ranh vẫn thuộc tỉnh Khánh Hòa.
Ngày 13 tháng 9 năm 1960, Tổng thống Việt Nam Cộng hòa ban hành Nghị định số 1242-BNV/NC8/NĐ. Theo đó, sáp nhập hai thôn: Cà Lục Tiểu và Hà Lá thuộc xã Cam Lục cũ của quận Cam Lâm, tỉnh Khánh Hòa.
Ngày 21 tháng 12 năm 1960, Tổng thống Việt Nam Cộng hòa ban hành Sắc lệnh số 315-NV. Theo đó, cơ sở hành chánh Khánh Dương thuộc quận Ninh Hòa tỉnh Khánh Hòa nay được cải thiết thành quận Khánh Dương. Địa giới quận Khánh Dương gồm có: tổng Krong Jing gồm các xã: Ea Ksung, Ea Pal; tổng Krong Hinh gồm các xã: Cư Pai, Ea Trang , Ea M'Dual. Quận lỵ quận Khánh Dương đặt tại Ea Ksung.
Ngày 28 tháng 2 năm 1964, Tổng trưởng Nội vụ Việt Nam Cộng hòa ban hành Nghị định số 406-BNV/NC. Theo đó, sáp nhập thôn Vĩnh Thanh thuộc xã Ninh Thuận quận Ninh Hòa tỉnh Khánh Hòa vào xã Ninh Thượng cùng quận.
Ngày 16 tháng 12 năm 1964, Tổng trưởng Nội vụ Việt Nam Cộng hòa ban hành Nghị định số 1640-BNV/NC/6. Theo đó, sáp nhập ấp Tân Khánh thuộc xã Ninh Xuân, quận Ninh Hòa, tỉnh Khánh Hòa vào xã Ninh Sim cùng quận.
Ngày 15 tháng 6 năm 1965, Tổng trưởng Nội vụ Việt Nam Cộng hòa ban hành Nghị định số 792-BNV/NC/6. Theo đó, chia xã Cam Lương thuộc quận Cam Lâm, tỉnh Khánh Hòa ra làm 2 xã: Cam Sơn và Cam Phú.
Ngày 25 tháng 10 năm 1965, Chủ tịch Ủy ban Hành pháp Trung ương Việt Nam Cộng hòa ban hành Sắc lệnh số 209-NV. Theo đó, chuyển các xã Cam Ranh, Cam Bình, Suối Hải, Suối Hòa, Suối Vinh, Cam Linh; xã Cam Phúc, thêm trọn ngọn núi Hòn Rồng thuộc ấp Văn Thủy Hạ, xã Cam Phú, giới hạn ở phía Tây do đường xe lửa xuyên Việt); xã Cam Lộc trước thuộc quận Cam Lâm tỉnh Khánh Hòa về thị xã Cam Ranh mới lập.
Ngày 27 tháng 12 năm 1965, Chủ tịch Ủy ban Hành pháp Trung ương Việt Nam Cộng hòa ban hành Nghị định số 2296-NV. Theo đó, quận Cam Lâm tỉnh Khánh Hòa nay, gồm 8 xã: Suối Cát, Suối Tân, Suối Hiệp, Suối Thượng, Suối Tiên, Cam Thượng, Cam Sơn, Cam Phú (trừ phần đất núi Hòn Rồng). Quận lỵ Cam Lâm trước đặt tại xã Cam Lộc, nay được dời về Suối Dầu.
Ngày 20 tháng 2 năm 1968, Thủ tướng Chính phủ Việt Nam Cộng hòa ban hành Sắc lệnh số 17-SL/NV. Theo đó, sáp nhập xã Cam Sơn, một phần đất các xã Cam Phú, Cam Thượng thuộc quận Cam Lâm tỉnh Khánh Hòa vào địa phận thị xã Cam Ranh.
Ngày 22 tháng 10 năm 1970, Thủ tướng Chính phủ Việt Nam Cộng hòa ban hành Sắc lệnh số 132-SL/NV. Theo đó, cải biến xã Nha Trang Đông và xã Nha Trang Tây thuộc quận Vĩnh Xương, tỉnh Khánh Hòa và các phần đất phụ cận thành thị xã. Thị xã này được lấy tên là thị xã Nha Trang, địa phận, gồm có: xã Nha Trang Đông, xã Nha Trang Tây, xã Vĩnh Hải, xã Vĩnh Phước, xã Vĩnh Nguyên (kể cả các hải đảo Hòn Lớn (Hòn Tre), Hòn Một, Hòn Mun, Hòn Miễu, Hòn Tằm), xã Vĩnh Trường, một phần đất xã Vĩnh Hiệp (ấp Vĩnh Điềm Hạ), một phần đất xã Vĩnh Ngọc (ấp Ngọc Thảo, Ngọc Hội và Lư Cẩm), một phần đất xã Vĩnh Thái (ấp Phước Hải).
Ngày 28 tháng 5 năm 1973, Thủ tướng Chính phủ Việt Nam Cộng hòa ban hành Sắc lệnh số 95-SL/NV. Theo đó, điều chỉnh lại đường ranh giới giữa tỉnh Khánh Hòa và thị xã Cam Ranh, giữa địa phận xã Suối Tân và phường Suối Hòa, cho phù hợp với tinh thần Sắc lệnh số 17-SL/NV ngày 20 tháng 2 năm 1968.

#### Thị xã Cam Ranh
Ngày 25 tháng 10 năm 1965, Chủ tịch Ủy ban Hành pháp Trung ương Việt Nam Cộng hòa ban hành Sắc lệnh số 209-NV. Theo đó, thiết lập tại Vùng 2 Chiến thuật một thị xã lấy tên là thị xã Cam Ranh. Địa phận thị xã Cam Ranh, gồm các phần đất của các xã kê sau (trước thuộc quận Cam Lâm tỉnh Khánh Hòa): các xã Cam Ranh, Cam Bình, Suối Hải, Suối Hòa, Suối Vinh, Cam Linh; xã Cam Phúc, thêm trọn ngọn núi Hòn Rồng thuộc ấp Văn Thủy Hạ, xã Cam Phú, giới hạn ở phía Tây do đường xe lửa xuyên Việt); xã Cam Lộc, thêm phần đất của các ấp Hòa Điềm, Trại Láng, Ma Dú, Sông Cạn và Mỹ Thạnh, thuộc xã Cam Thọ, quận Du Long, tỉnh Ninh Thuận, nay tạm sáp nhập vào xã nói trên). 
Ngày 6 tháng 7 năm 1966, Ủy viên Nội vụ Việt Nam Cộng hòa ban hành Nghị định số 620-BNV/NC/NĐ. Theo đó, các xã thuộc địa phận thị xã Cam Ranh nay được cải biến thành các khu phố như sau: Cam Ranh, Cam Bình, Suối Hải, Suối Hòa, Suối Vĩnh, Cam Linh, Cam Phúc, Cam Lộc.
Ngày 20 tháng 2 năm 1968, Thủ tướng Chính phủ Việt Nam Cộng hòa ban hành Sắc lệnh số 17-SL/NV. Theo đó, sáp nhập xã Cam Sơn, một phần đất các xã Cam Phú, Cam Thượng thuộc quận Cam Lâm tỉnh Khánh Hòa vào địa phận thị xã Cam Ranh.
Ngày 7 tháng 11 năm 1970, Thủ tướng Chính phủ Việt Nam Cộng hòa ban hành Nghị định số 1048-NĐ/NV. Theo đó, thành lập tại thị xã Cam Ranh hai quận hành chính lấy tên là quận Bắc và quận Nam. Địa phận hai quận, gồm có:
| Đơn vị hành chánh của thị xã Cam Ranh | Đơn vị hành chánh của thị xã Cam Ranh | Đơn vị hành chánh của thị xã Cam Ranh |
| Số thứ tự                             | Quận                                  | Khu phố |
| ------------------------------------- | ------------------------------------- | --- |
| 1                                     | Quận Bắc                              | 4 khu phố: Suối Hòa, Suối Vĩnh, Suối Hải, Suối Cam (tân lập, gồm các khóm Tân Thành, Mỹ Ca, Quảng Phúc, nguyên thuộc khu phố Cam Phúc)                                             |
| 2                                     | Quận Nam                              | 7 khu phố: Cam Phúc, Cam Linh, Cam Bình, Cam Ranh, Cam Lộc, Cam Sơn, Cam Thịnh (tân lập, gồm các khóm Hòa Diêm, Sông Cạn, Ma Dú, Trại Láng, Mỹ Thạnh nguyên thuộc khu phố Cam Lộc) |

Ngày 22 tháng 8 năm 1972, Tổng trưởng Nội vụ Việt Nam Cộng hòa ban hành Nghị định số 553-BNV/HCĐP/NĐ. Theo đó, cải danh khu phố tại các thị xã thành phường.
Ngày 28 tháng 5 năm 1973, Thủ tướng Chính phủ Việt Nam Cộng hòa ban hành Sắc lệnh số 95-SL/NV. Theo đó, điều chỉnh lại đường ranh giới giữa tỉnh Khánh Hòa và thị xã Cam Ranh, giữa địa phận xã Suối Tân và phường Suối Hòa, cho phù hợp với tinh thần Sắc lệnh số 17-SL/NV ngày 20 tháng 2 năm 1968.

#### Thị xã Nha Trang
Ngày 22 tháng 10 năm 1970, Thủ tướng Chính phủ Việt Nam Cộng hòa ban hành Sắc lệnh số 132-SL/NV. Theo đó, cải biến xã Nha Trang Đông và xã Nha Trang Tây thuộc quận Vĩnh Xương, tỉnh Khánh Hòa và các phần đất phụ cận thành thị xã. Thị xã này được lấy tên là thị xã Nha Trang, địa phận, gồm có: xã Nha Trang Đông, xã Nha Trang Tây, xã Vĩnh Hải, xã Vĩnh Phước, xã Vĩnh Nguyên (kể cả các hải đảo Hòn Lớn (Hòn Tre), Hòn Một, Hòn Mun, Hòn Miễu, Hòn Tằm), xã Vĩnh Trường, một phần đất xã Vĩnh Hiệp (ấp Vĩnh Điềm Hạ), một phần đất xã Vĩnh Ngọc (ấp Ngọc Thảo, Ngọc Hội và Lư Cẩm), một phần đất xã Vĩnh Thái (ấp Phước Hải). Thị xã Nha Trang chia thành 2 quận, địa phận mỗi quận được ấn định như sau:
| Đơn vị hành chánh của thị xã Nha Trang | Đơn vị hành chánh của thị xã Nha Trang | Đơn vị hành chánh của thị xã Nha Trang |
| Số thứ tự                              | Quận                                   | Địa phận |
| -------------------------------------- | -------------------------------------- | --- |
| 1                                      | Quận I                                 | Gồm xã Nha Trang Đông, xã Vĩnh Hải, xã Vĩnh Phước, ấp Ngọc Thảo, Ngọc Hồi và Lư Cẩm thuộc xã Vĩnh Ngọc, ấp Vĩnh Điềm Hạ thuộc xã Vĩnh Hiệp                                 |
| 2                                      | Quận II                                | Gồm địa phận xã Nha Trang Tây, xã Vĩnh Trường, xã Vĩnh Nguyên (kể cả các hải đảo Hòn Lớn (Hòn Tre), Hòn Một, Hòn Mun, Hòn Miễu, Hòn Tằm), ấp Phước Hải thuộc xã Vĩnh Thái. |

Ngày 5 tháng 6 năm 1971, Tổng trưởng Nội vụ Việt Nam Cộng hòa ban hành Nghị định số 479-BNV/HCĐP/26/ĐT. Theo đó, địa phận thị xã Nha Trang được chia ra thành 11 khu phố sau đây:
| Đơn vị hành chánh của thị xã Nha Trang | Đơn vị hành chánh của thị xã Nha Trang | Đơn vị hành chánh của thị xã Nha Trang |
| Số thứ tự                              | Quận                                   | Khu phố |
| -------------------------------------- | -------------------------------------- | --- |
| 1                                      | Quận I                                 | 5 khu phố: - Khu phố Vĩnh Hải (xã Vĩnh Hải cũ). - Khu phố Vĩnh Phước (xã Vĩnh Phước cũ). - Khu phố Ngọc Hiệp (gồm ấp Vĩnh Điềm Hạ, nguyên thuộc xã Vĩnh Hiệp, các ấp Ngọc Thảo, Vĩnh Hội, Lư Cấm, một phần ấp Ngọc Hội cũ nguyên thuộc xã Vĩnh Ngọc). - Khu phố Vạn Thạnh (gồm ấp 2 và ấp 3 của xã Nha Trang Đông cũ). - Khu phố Duy Tân (ấp 1 của xã Nha Trang Đông).                                      |
| 2                                      | Quận II                                | 6 khu phố: - Khu phố Vĩnh Nguyên (gồm xã Vĩnh Nguyên cũ) kể cả các hải đảo: Hòn Lớn (Hòn Tre), Hòn Một, Hòn Mua, Hòn Miếu (Hòn Tằm). - Khu phố Vĩnh Trường (xã Vĩnh Trường cũ). - Khu phố Phương Sài (ấp 4 của xã Nha Trang Tây cũ). - Khu phố Tân Phước (ấp 5 của xã Nha Trang Tây cũ). - Khu phố Tân Lập (ấp 6 của xã Nha Trang Tây cũ). - Khu phố Phước Hải (ấp Phước Hải cũ nguyên thuộc xã Vĩnh Thái). |

Ngày 22 tháng 8 năm 1972, Tổng trưởng Nội vụ Việt Nam Cộng hòa ban hành Nghị định số 553-BNV/HCĐP/NĐ. Theo đó, cải danh khu phố tại các thị xã thành phường.
Ngày 5 tháng 9 năm 1974, Tổng trưởng Nội vụ Việt Nam Cộng hòa ban hành Nghị định số 444-BNV/HCĐP/NĐ. Theo đó, sáp nhập các hải đảo: Hòn Một, Hòn Câu, Hòn Đụn, Hòn Chóp Vung vào Hòn Đỏ vào phường Vĩnh Hải thuộc quận I và hải đảo Hòn Nọc vào phường Vĩnh Nguyên thuộc quận II, thị xã Nha Trang.

## Giai đoạn 1975 - 2025

### TỉnhPhú Khánh- TỉnhKhánh Hòa
Sau khi thống nhất đất nước, chính phủ mới hợp nhất 2 tỉnh Phú Yên, Khánh Hòa và thị xã Cam Ranh vào ngày 29 tháng 10 năm 1975 thành tỉnh Phú Khánh. Tổ chức hành chính trên địa bàn gồm thị xã Nha Trang và 5 huyện: Cam Ranh, Khánh Ninh, Khánh Sơn, Khánh Vĩnh, Khánh Xương.
Năm 1977, thành lập thành phố Nha Trang, hợp nhất huyện Cam Ranh và huyện Khánh Sơn thành một huyện lấy tên là huyện Cam Ranh; hợp nhất huyện Khánh Xương và huyện Khánh Vĩnh thành một huyện lấy tên là huyện Diên Khánh.
Năm 1978, thành lập một số xã, thị trấn thuộc thành phố Nha Trang và các huyện Diên Khánh, Cam Ranh, Khánh Ninh.
- Thành lập xã Phước Đồng, thành phố Nha Trang.
- Thành lập xã Diên Đồng và xã Diên Xuân, huyện Diên Khánh.
- Thành lập thị trấn Ba Ngòi, huyện Cam Ranh.
- Thị trấn Ninh Hòa và thị trấn Vạn Giã, huyện Khánh Ninh.

Năm 1979, thành lập xã Ninh Trung thuộc huyện Khánh Ninh. Cùng năm, chia huyện Khánh Ninh thành 2 huyện lấy tên là huyện Ninh Hòa và huyện Vạn Ninh.
- Thành lập xã Ninh Trung, huyện Khánh Ninh trên cơ sở một phần xã Ninh Thượng và xã Ninh Đông.
- Sáp nhập một phần xã Vạn Long, huyện Khánh Ninh vào xã Vạn Phước.
- Sáp nhập một phần xã Vạn Phước, huyện Khánh Ninh vào xã Vạn Thạch.

Năm 1981, chia tách một số xã thuộc các huyện Vạn Ninh, Ninh Hòa, Diên Khánh, Cam Ranh.
- Thành lập xã Vạn Thọ, huyện Vạn Ninh trên cơ sở một phần xã Vạn Phước
- Sắp xếp một số đơn vị hành chính cấp xã thuộc huyện Ninh Hòa:
  - Thành lập xã Ninh Thủy trên cơ sở một phần xã Ninh Diêm.
  - Thành lập xã Ninh Vân trên cơ sở một phần xã Ninh Phước.

- Sắp xếp một số đơn vị hành chính cấp xã thuộc huyện Diên Khánh:
  - Thành lập thị trấn Diên Khánh trên cơ sở toàn bộ xã Diên Thủy và một phần các xã Diên Tràn, Diên Thanh, Diên An, Diên Sơn và Diên Điền
  - Thành lập xã Suối Tân trên cơ sở một phần xã Suối Cát

- Sắp xếp một số đơn vị hành chính cấp xã thuộc huyện Cam Ranh:
  - Thành lập xã Cam Thành Bắc và xã Cam Thành Nam trên cơ sở toàn bộ xã Cam Thành.
  - Thành lập xã Cam Phúc Bắc và xã Cam Phúc Nam trên cơ sở một phần xã Cam Phúc.
  - Sáp nhập phần còn lại của xã Cam Phúc vào xã Cam Thành Nam.

Năm 1982, chuyển huyện Trường Sa của tỉnh Đồng Nai về tỉnh Phú Khánh quản lý.
Năm 1985, tái lập các huyện Khánh Sơn, Khánh Vĩnh từ các huyện Cam Ranh, Diên Khánh. Cùng năm, chia tách một số xã thuộc các huyện Cam Ranh, Khánh Sơn, Khánh Vĩnh, Diên Khánh, Vạn Ninh.
- Thành lập huyện Khánh Sơn trên cơ sở một phần huyện Cam Ranh. Huyện Khánh Sơn có 4 xã: Thành Sơn, Sơn Hiệp, Trung Hạp và Ba Cụm.
- Thành lập huyện Khánh Vĩnh trên cơ sở một phần huyện Diên Khánh. Huyện Khánh Vĩnh có 6 xã: Khánh Thành, Khánh Thượng, Khánh Phú, Khánh Lê, Khánh Minh và Khánh Vinh.
- Sắp xếp một số đơn vị hành chính cấp xã thuộc huyện Cam Ranh:
  - Thành lập xã Cam An Bắc và xã Cam An Nam trên cơ sở toàn bộ xã Cam An
  - Thành lập xã Cam Phước Đông và xã Cam Phước Tây trên cơ sở toàn bộ xã Cam Phước
  - Thành lập xã Cam Thịnh Đông và xã Cam Thịnh Tây trên cơ sở toàn bộ xã Cam Thịnh
  - Thành lập xã Cam Hải Đông và xã Cam Hải Tây trên cơ sở toàn bộ xã Cam Hải

- Sắp xếp một số đơn vị hành chính cấp xã thuộc huyện Khánh Sơn:
  - Thành lập xã Ba Cụm Bắc và xã Ba Cụm Nam trên cơ sở toàn bộ xã Ba Cụm
  - Thành lập xã Sơn Trung và thị trấn Tô Hạp trên cơ sở toàn bộ xã Trung Hạp.
  - Thành lập xã Sơn Bình trên cơ sở một phần xã Sơn Hiệp
  - Thành lập xã Sơn Lâm trên cơ sở một phần xã Thành Sơn.

- Sắp xếp một số đơn vị hành chính cấp xã thuộc huyện Khánh Vĩnh:
  - Thành lập 4 xã Sơn Thái, Giang Ly, Liên Sang, Cầu Bà trên cơ sở toàn bộ xã Khánh Lê
  - Thành lập xã Khánh Nam và xã Khánh Trung trên cơ sở toàn bộ xã Khánh Minh
  - Thành lập xã Khánh Hiệp và xã Khánh Đông trên cơ sở một phần xã Khánh Bình

- Thành lập xã Suối Tiên, huyện Diên Khánh trên cơ sở một phần xã Suối Cát
- Thành lập xã Đại Lãnh, huyện Vạn Ninh trên cơ sở một phần xã Vạn Thọ

Năm 1986, chia tách một số xã thuộc huyện Vạn Ninh.
- Thành lập xã Xuân Sơn trên cơ sở một phần xã Vạn Hưng. Xã Xuân Sơn có diện tích tự nhiên 3.772 hécta với 2.936 nhân khẩu.

Năm 1988, chia tách một số xã thuộc huyện Cam Ranh.
- Thành lập xã Cam Hiệp Bắc và xã Cam Hiệp Nam trên cơ sở toàn bộ xã Cam Hiệp. Xã Cam Hiệp Nam có 1.919 hécta diện tích tự nhiên và 4.461 nhân khẩu. Xã Cam Hiệp Bắc có 915 hécta diện tích tự nhiên và 2.405 nhân khẩu.

Năm 1989, thành lập và điều chỉnh một số xã, thị trấn thuộc các huyện Ninh Hòa, Khánh Vĩnh. Cùng năm, Quốc hội ra Nghị quyết chia tỉnh Phú Khánh thành hai tỉnh Phú Yên và Khánh Hòa. Khi tách ra, tỉnh Khánh Hòa có 8 đơn vị hành chính gồm thành phố Nha Trang và 7 huyện: Cam Ranh, Diên Khánh, Khánh Sơn, Khánh Vĩnh, Ninh Hòa, Trường Sa, Vạn Ninh.
Năm 1998, thành lập một số phường, xã thuộc thành phố Nha Trang và các huyện Ninh Hòa, Khánh Vĩnh.
- Thành lập phường Phước Long, thành phố Nha Trang trên cơ sở một phần phường Phước Hải. Phường Phước Long có 427 ha diện tích tự nhiên và 14.391 nhân khẩu.
- Thành lập xã Ninh Sơn, huyện Ninh Hòa trên cơ sở một phần xã Ninh An. Xã Ninh Sơn có 17.175 ha diện tích tự nhiên và 6.267 nhân khẩu.
- Thành lập xã Sông Cầu, huyện Khánh Vĩnh trên cơ sở một phần xã Khánh Phú. Xã Sông Cầu có 2.513 ha diện tích tự nhiên và 1.214 nhân khẩu.

Năm 2000, thành lập thị xã Cam Ranh và các phường thuộc huyện Cam Ranh.
- Thành lập thị xã Cam Ranh trên cơ sở toàn bộ huyện Cam Ranh
- Thành lập các phường thuộc thị xã Cam Ranh:
  - Thành lập các phường Ba Ngòi, Cam Lộc, Cam Lợi, Cam Linh, Cam Thuận, Cam Phú trên cơ sở toàn bộ thị trấn Ba Ngòi. Phường Ba Ngòi có 743,3 ha diện tích tự nhiên và 10.383 nhân khẩu. Phường Cam Lộc có 402,9 ha diện tích tự nhiên và 7.500 nhân khẩu. Phường Cam Lợi có 01,3 ha diện tích tự nhiên và 9.357 nhân khẩu. Phường Cam Linh có 111,3 ha diện tích tự nhiên và 11.078 nhân khẩu. Phường Cam Thuận có 135 ha diện tích tự nhiên và 8.237 nhân khẩu. Phường Cam Phú có 591,2 ha diện tích tự nhiên và 6.448 nhân khẩu.
  - Thành lập phường Cam Phúc Nam trên cơ sở toàn bộ xã Cam Phúc Nam. Phường Cam Phúc Nam có 850 ha diện tích tự nhiên và 6.227 nhân khẩu.
  - Thành lập phường Cam Phúc Bắc trên cơ sở toàn bộ xã Cam Phúc Bắc. Phường Cam Phúc Bắc có 1.355 ha diện tích tự nhiên và 11.851 nhân khẩu.
  - Thành lập phường Cam Nghĩa trên cơ sở toàn bộ xã Cam Nghĩa. Phường Cam Nghĩa có 1.575 ha diện tích tự nhiên và 11.316 nhân khẩu.

- Thị xã Cam Ranh có 68.435 ha diện tích tự nhiên và 191.066 nhân khẩu, gồm 9 phường và 18 xã.

Năm 2002, thành lập phường Vĩnh Hòa thuộc thành phố Nha Trang trên cơ sở một phần phường Vĩnh Hải. Phường Vĩnh Hòa có 1.156,44 ha diện tích tự nhiên và 9.369 nhân khẩu.
Năm 2007, thành lập huyện Cam Lâm và một số xã, thị trấn thuộc các huyện Cam Lâm, Trường Sa.
- Thành lập huyện Cam Lâm trên cơ sở toàn bộ các xã Cam Tân, Cam Hòa, Sơn Tân, Cam Hải Tây, Cam Đức, Cam Hiệp Bắc, Cam Hiệp Nam, Cam Thành Bắc, Cam An Bắc, Cam An Nam, Cam Phước Tây, Cam Hải Đông thuộc thị xã Cam Ranh và toàn bộ các xã Suối Tân, Suối Cát, huyện Diên Khánh.
- Thành lập thị trấn Cam Đức, huyện Cam Lâm trên cơ sở toàn bộ xã Cam Đức và một phần xã Cam Hải Tây. Thị trấn Cam Đức có 1.583 ha diện tích tự nhiên và 14.831 nhân khẩu.
- Sáp nhập một phần xã Cam Hải Đông, huyện Cam Lâm vào phường Cam Nghĩa, thị xã Cam Ranh. Phường Cam Nghĩa có 10.509 ha diện tích tự nhiên và dân số là 13.094 nhân khẩu.
- Huyện Cam Lâm có 54.382 ha diện tích tự nhiên và 103.369 nhân khẩu có 14 đơn vị hành chính trực thuộc, gồm các 13 xã và 1 thị trấn.
- Thành lập các đơn vị hành chính thuộc huyện Trường Sa:
  - Thành lập thị trấn Trường Sa trên cơ sở đảo Trường Sa lớn và các đảo, đá, bãi phụ cận.
  - Thành lập xã Song Tử Tây trên cơ sở đảo Song Tử Tây và các đảo, đá, bãi phụ cận.
  - Thành lập xã Sinh Tồn trên cơ sở đảo Sinh Tồn và các đảo, đá, bãi phụ cận.

Năm 2010, thành lập thị xã Ninh Hòa và các phường thuộc thị xã Ninh Hòa. Cùng năm, thành lập thành phố Cam Ranh.
- Thành lập thị xã Ninh Hòa:
  - Thành lập thị xã Ninh Hòa trên cơ sở toàn bộ huyện Ninh Hòa.
  - Thành lập các phường thuộc thị xã Ninh Hòa:
    - Thành lập phường Ninh Hiệp trên cơ sở toàn bộ thị trấn Ninh Hiệp. Phường Ninh Hiệp có 588 ha diện tích tự nhiên và 21.838 nhân khẩu.
    - Thành lập phường Ninh Giang trên cơ sở toàn bộ xã Ninh Giang. Phường Ninh Giang có 658 ha diện tích tự nhiên và 8.393 nhân khẩu.
    - Thành lập phường Ninh Hà trên cơ sở toàn bộ xã Ninh Hà. Phường Ninh Hà có 1.317 ha diện tích tự nhiên và 7.655 nhân khẩu.
    - Thành lập phường Ninh Đa trên cơ sở toàn bộ xã Ninh Đa. Phường Ninh Đa có 1.347 ha diện tích tự nhiên và 10.124 nhân khẩu.
    - Thành lập phường Ninh Diêm trên cơ sở toàn bộ xã Ninh Diêm. Phường Ninh Diêm có 2.429 ha diện tích tự nhiên và 8.554 nhân khẩu.
    - Thành lập phường Ninh Thủy trên cơ sở toàn bộ xã Ninh Thủy. Phường Ninh Thủy có 1.616 ha diện tích tự nhiên và 11.630 nhân khẩu.
    - Thành lập phường Ninh Hải trên cơ sở toàn bộ xã Ninh Hải. Phường Ninh Hải có 807 ha diện tích tự nhiên và 8.357 nhân khẩu.

- - Thị xã Ninh Hòa có 119.777 ha diện tích tự nhiên và 233.558 nhân khẩu; có 27 đơn vị hành chính trực thuộc, gồm có 07 phường và 20 xã.
- Thành lập thành phố Cam Ranh trên cơ sở toàn bộ thị xã Cam Ranh. Thành phố Cam Ranh có diện tích tự nhiên 32.501,08 ha và 128.358 nhân khẩu, có 15 đơn vị hành chính cấp xã, gồm 9 phường và 6 xã.

Năm 2020, hợp nhất một số xã thuộc huyện Diên Khánh.
- Thành lập xã Bình Lộc trên cơ sở toàn bộ xã Diên Bình và xã Diên Lộc. Xã Bình Lộc có 13,11 km² diện tích tự nhiên và quy mô dân số 7.118 người.
- Sau khi sắp xếp, huyện Diên Khánh có 18 đơn vị hành chính cấp xã, gồm 17 xã và 01 thị trấn.

Ngày 28 tháng 9 năm 2024, Ủy ban Thường vụ Quốc hội ban hành Nghị quyết số 1196/NQ-UBTVQH15 về việc sắp xếp đơn vị hành chính cấp xã của tỉnh Khánh Hòa giai đoạn 2023 – 2025 (nghị quyết có hiệu lực từ ngày 1 tháng 11 năm 2024). Theo đó: 
- Sắp xếp các đơn vị hành chính cấp xã thuộc thành phố Nha Trang
  - Sáp nhập toàn bộ phường Phương Sơn vào phường Phương Sài. Phường Phương Sài có diện tích tự nhiên là 0,83 km² và quy mô dân số là 23.035 người.
  - Sáp nhập toàn bộ phường Xương Huân và phường Vạn Thắng vào phường Vạn Thạnh. Phường Vạn Thạnh có diện tích tự nhiên là 1,35 km² và quy mô dân số là 34.859 người.
  - Thành lập phường Tân Tiến trên cơ sở toàn bộ phường Phước Tiến, phường Phước Tân và phường Tân Lập. Phường Tân Tiến có diện tích tự nhiên là 1,34 km² và quy mô dân số là 47.817 người.
  - Sau khi sắp xếp, thành phố Nha Trang có 22 đơn vị hành chính cấp xã, gồm 14 phường và 8 xã.

- Sắp xếp các đơn vị hành chính cấp xã thuộc thị xã Ninh Hòa
  - Sáp nhập toàn bộ xã Ninh Vân vào xã Ninh Phước. Xã Ninh Phước có diện tích tự nhiên là 83,86 km² và quy mô dân số là 10.104 người.
  - Sau khi sắp xếp, thị xã Ninh Hòa có 26 đơn vị hành chính cấp xã, gồm 7 phường và 19 xã.

- Sắp xếp các đơn vị hành chính cấp xã thuộc huyện Diên Khánh
  - Thành lập xã Xuân Đồng trên cơ sở toàn bộ xã Diên Đồng và xã Diên Xuân. Xã Xuân Đồng có diện tích tự nhiên là 43,63 km² và quy mô dân số là 10.466 người.
  - Sau khi sắp xếp, huyện Diên Khánh có 17 đơn vị hành chính cấp xã, gồm 16 xã và 1 thị trấn.

- Sau khi sắp xếp, tỉnh Khánh Hòa có 09 đơn vị hành chính cấp huyện, gồm 6 huyện, 1 thị xã, 2 thành phố và 132 đơn vị hành chính cấp xã, gồm 96 xã, 30 phường và 6 thị trấn.

## Giai đoạn 2025 - nay

### Năm 2025: Nghị quyết số 202/2025/QH15
Ngày 12 tháng 6 năm 2025, Quốc hội ban hành Nghị quyết số 202/2025/QH15 về việc sắp xếp đơn vị hành chính cấp tỉnh (nghị quyết có hiệu lực từ ngày 12 tháng 6 năm 2025). Theo đó, sáp nhập tỉnh Ninh Thuận vào tỉnh Khánh Hòa.
Sau khi sắp xếp, tỉnh Khánh Hòa có 8.555,86 km² diện tích tự nhiên và quy mô dân số là 2.243.554 người.

### Năm 2025: Nghị quyết số 203/2025/QH15
Ngày 16 tháng 6 năm 2025, Quốc hội khóa XV ban hành Nghị quyết số 203/2025/QH15 về việc sửa đổi, bổ sung một số điều của Hiến pháp nước Cộng hòa xã hội chủ nghĩa Việt Nam. Theo đó, kết thúc hoạt động của đơn vị hành chính cấp huyện trong cả nước từ ngày 01 tháng 7 năm 2025.

### Năm 2025: Nghị quyết số 1667/NQ-UBTVQH15
- Nghị quyết số 1667/NQ-UBTVQH15[65] ngày 16 tháng 6 năm 2025 của Ủy ban Thường vụ Quốc hội khóa XV về việc sắp xếp các đơn vị hành chính cấp xã của tỉnh Khánh Hòa năm 2025:

Tỉnh Khánh Hòa:
1. Sắp xếp toàn bộ diện tích tự nhiên, quy mô dân số của các xã Cam Lập, Cam Bình, Cam Thịnh Đông và Cam Thịnh Tây thành xã mới có tên gọi là xã Nam Cam Ranh.
2. Sắp xếp toàn bộ diện tích tự nhiên, quy mô dân số của các xã Ninh An, Ninh Sơn và Ninh Thọ thành xã mới có tên gọi là xã Bắc Ninh Hòa.
3. Sắp xếp toàn bộ diện tích tự nhiên, quy mô dân số của các xã Ninh Xuân, Ninh Quang và Ninh Bình thành xã mới có tên gọi là xã Tân Định.
4. Sắp xếp toàn bộ diện tích tự nhiên, quy mô dân số của các xã Ninh Lộc, Ninh Ích, Ninh Hưng và Ninh Tân thành xã mới có tên gọi là xã Nam Ninh Hòa.
5. Sắp xếp toàn bộ diện tích tự nhiên, quy mô dân số của xã Ninh Tây và xã Ninh Sim thành xã mới có tên gọi là xã Tây Ninh Hòa.
6. Sắp xếp toàn bộ diện tích tự nhiên, quy mô dân số của các xã Ninh Thượng, Ninh Trung và Ninh Thân thành xã mới có tên gọi là xã Hòa Trí.
7. Sắp xếp toàn bộ diện tích tự nhiên, quy mô dân số của các xã Vạn Thạnh, Vạn Thọ và Đại Lãnh thành xã mới có tên gọi là xã Đại Lãnh.
8. Sắp xếp toàn bộ diện tích tự nhiên, quy mô dân số của các xã Vạn Khánh, Vạn Long và Vạn Phước thành xã mới có tên gọi là xã Tu Bông.
9. Sắp xếp toàn bộ diện tích tự nhiên, quy mô dân số của xã Vạn Bình và xã Vạn Thắng thành xã mới có tên gọi là xã Vạn Thắng.
10. Sắp xếp toàn bộ diện tích tự nhiên, quy mô dân số của thị trấn Vạn Giã, xã Vạn Phú và xã Vạn Lương thành xã mới có tên gọi là xã Vạn Ninh.
11. Sắp xếp toàn bộ diện tích tự nhiên, quy mô dân số của xã Xuân Sơn và xã Vạn Hưng thành xã mới có tên gọi là xã Vạn Hưng.
12. Sắp xếp toàn bộ diện tích tự nhiên, quy mô dân số của thị trấn Diên Khánh, xã Diên An và xã Diên Toàn thành xã mới có tên gọi là xã Diên Khánh.
13. Sắp xếp toàn bộ diện tích tự nhiên, quy mô dân số của các xã Diên Thạnh, Diên Lạc và Diên Hòa thành xã mới có tên gọi là xã Diên Lạc.
14. Sắp xếp toàn bộ diện tích tự nhiên, quy mô dân số của các xã Diên Sơn, Diên Phú và Diên Điền thành xã mới có tên gọi là xã Diên Điền.
15. Sắp xếp toàn bộ diện tích tự nhiên, quy mô dân số của xã Xuân Đồng và xã Diên Lâm thành xã mới có tên gọi là xã Diên Lâm.
16. 16. Sắp xếp toàn bộ diện tích tự nhiên, quy mô dân số của các xã Diên Tân, Diên Phước và Diên Thọ thành xã mới có tên gọi là xã Diên Thọ.
17. Sắp xếp toàn bộ diện tích tự nhiên, quy mô dân số của các xã Suối Tiên, Bình Lộc và Suối Hiệp thành xã mới có tên gọi là xã Suối Hiệp.
18. Sắp xếp toàn bộ diện tích tự nhiên, quy mô dân số của thị trấn Cam Đức, các xã Cam Hải Đông, Cam Hải Tây, Cam Thành Bắc và một phần diện tích, quy mô dân số của các xã Cam Hiệp Bắc, Cam Hiệp Nam, Cam Hòa, Cam Tân, Cam An Bắc, Cam An Nam, Suối Tân thành xã mới có tên gọi là xã Cam Lâm.
19. Sắp xếp toàn bộ diện tích tự nhiên, quy mô dân số của xã Suối Cát và một phần diện tích tự nhiên, quy mô dân số của các xã Cam Hòa, Cam Tân, Suối Tân thành xã mới có tên gọi là xã Suối Dầu.
20. Sắp xếp toàn bộ diện tích tự nhiên, quy mô dân số của xã Sơn Tân, phần còn lại của xã Cam Hiệp Bắc và xã Cam Hiệp Nam sau khi sắp xếp theo quy định tại khoản 18 Điều này và phần còn lại của các xã Cam Hòa, Cam Tân, Suối Tân sau khi sắp xếp theo quy định tại khoản 18,khoản 19 Điều này thành xã mới có tên gọi là xã Cam Hiệp.
21. Sắp xếp toàn bộ diện tích tự nhiên, quy mô dân số của xã Cam Phước Tây và phần còn lại của xã Cam An Bắc, xã Cam An Nam sau khi thực hiện sắp xếp theo quy định tại khoản 18 Điều này thành xã mới có tên gọi là xã Cam An.
22. Sắp xếp toàn bộ diện tích tự nhiên, quy mô dân số của xã Khánh Bình và xã Khánh Đông thành xã mới có tên gọi là xã Bắc Khánh Vĩnh.
23. Sắp xếp toàn bộ diện tích tự nhiên, quy mô dân số của xã Khánh Trung và xã Khánh Hiệp thành xã mới có tên gọi là xã Trung Khánh Vĩnh.
24. Sắp xếp toàn bộ diện tích tự nhiên, quy mô dân số của các xã Giang Ly, Khánh Thượng và Khánh Nam thành xã mới có tên gọi là xã Tây Khánh Vĩnh.
25. Sắp xếp toàn bộ diện tích tự nhiên, quy mô dân số của các xã Cầu Bà, Khánh Thành, Liên Sang và Sơn Thái thành xã mới có tên gọi là xã Nam Khánh Vĩnh.
26. Sắp xếp toàn bộ diện tích tự nhiên, quy mô dân số của thị trấn Khánh Vĩnh, xã Sông Cầu và xã Khánh Phú thành xã mới có tên gọi là xã Khánh Vĩnh.
27. Sắp xếp toàn bộ diện tích tự nhiên và quy mô dân số của thị trấn Tô Hạp, xã Sơn Hiệp và xã Sơn Bình thành xã mới có tên gọi là xã Khánh Sơn.
28. Sắp xếp toàn bộ diện tích tự nhiên, quy mô dân số của xã Sơn Lâm và xã Thành Sơn thành xã mới có tên gọi là xã Tây Khánh Sơn.
29. Sắp xếp toàn bộ diện tích tự nhiên và quy mô dân số của các xã Sơn Trung, Ba Cụm Bắc và Ba Cụm Nam thành xã mới có tên gọi là xã Đông Khánh Sơn.
30. Sắp xếp toàn bộ diện tích tự nhiên, quy mô dân số của thị trấn Phước Dân, xã Phước Thuận và xã Phước Hải thành xã mới có tên gọi là xã Ninh Phước.
31. Sắp xếp toàn bộ diện tích tự nhiên, quy mô dân số của xã Phước Thái và xã Phước Hữu thành xã mới có tên gọi là xã Phước Hữu.
32. Sắp xếp toàn bộ diện tích tự nhiên, quy mô dân số của các xã Phước Vinh, Phước Sơn và Phước Hậu thành xã mới có tên gọi là xã Phước Hậu.
33. Sắp xếp toàn bộ diện tích tự nhiên, quy mô dân số của các xã Phước Nam, Phước Ninh và Phước Minh thành xã mới có tên gọi là xã Thuận Nam.
34. Sắp xếp toàn bộ diện tích tự nhiên, quy mô dân số của xã Phước Diêm và xã Cà Ná thành xã mới có tên gọi là xã Cà Ná.
35. Sắp xếp toàn bộ diện tích tự nhiên, quy mô dân số của xã Nhị Hà và xã Phước Hàthành xã mới có tên gọi là xã Phước Hà.
36. Sắp xếp toàn bộ diện tích tự nhiên, quy mô dân số của xã An Hải, xã Phước Dinh và một phần diện tích tự nhiên, quy mô dân số của phường Đông Hải thành xã mới có tên gọi là xã Phước Dinh.
37. Sắp xếp toàn bộ diện tích tự nhiên, quy mô dân số của các xã Phương Hải, Tri Hải và Bắc Sơn thành xã mới có tên gọi là xã Ninh Hải.
38. Sắp xếp toàn bộ diện tích tự nhiên, quy mô dân số của các xãHộ Hải, Tân Hải và Xuân Hải thành xã mới có tên gọi là xã Xuân Hải.
39. Sắp xếp toàn bộ diện tích tự nhiên, quy mô dân số của các xã Nhơn Hải, Thanh Hải và Vĩnh Hải thành xã mới có tên gọi là xã Vĩnh Hải.
40. Sắp xếp toàn bộ diện tích tự nhiên, quy mô dân số của các xã Bắc Phong, Phước Kháng và Lợi Hải thành xã mới có tên gọi là xã Thuận Bắc.
41. Sắp xếp toàn bộ diện tích tự nhiên, quy mô dân số của xã Phước Chiến và xã Công Hải thành xã mới có tên gọi là xã Công Hải.
42. Sắp xếp toàn bộ diện tích tự nhiên, quy mô dân số của thị trấn Tân Sơn và xã Quảng Sơn thành xã mới có tên gọi là xã Ninh Sơn.
43. Sắp xếp toàn bộ diện tích tự nhiên, quy mô dân số của xã Lương Sơn và xã Lâm Sơn thành xã mới có tên gọi là xã Lâm Sơn.
44. Sắp xếp toàn bộ diện tích tự nhiên, quy mô dân số của xã Ma Nới và xã Hòa Sơn thành xã mới có tên gọi là xã Anh Dũng.
45. Sắp xếp toàn bộ diện tích tự nhiên, quy mô dân số của xã Phước Trung và xã Mỹ Sơn thành xã mới có tên gọi là xã Mỹ Sơn.
46. Sắp xếp toàn bộ diện tích tự nhiên, quy mô dân số của xã Phước Đại và xã Phước Thành thành xã mới có tên gọi là xã Bác Ái Đông.
47. Sắp xếp toàn bộ diện tích tự nhiên, quy mô dân số của các xã Phước Tiến, Phước Thắng và Phước Chính thành xã mới có tên gọi là xã Bác Ái.
48. Sắp xếp toàn bộ diện tích tự nhiên, quy mô dân số của các xã Phước Hòa, Phước Tân và Phước Bình thành xã mới có tên gọi là xã Bác Ái Tây.
49. Sắp xếp toàn bộ diện tích tự nhiên, quy mô dân số của các phường Vạn Thạnh, Lộc Thọ, Vĩnh Nguyên, Tân Tiến và Phước Hòa thành phường mới có tên gọi là phường Nha Trang.
50. Sắp xếp toàn bộ diện tích tự nhiên, quy mô dân số của các phường Vĩnh Hòa, Vĩnh Hải, Vĩnh Phước, Vĩnh Thọ, xã Vĩnh Lương và xã Vĩnh Phương thành phường mới có tên gọi là phường Bắc Nha Trang.
51. Sắp xếp toàn bộ diện tích tự nhiên, quy mô dân số của phường Ngọc Hiệp, phường Phương Sài và các xã Vĩnh Ngọc, Vĩnh Thạnh, Vĩnh Hiệp, Vĩnh Trung thành phường mới có tên gọi là phường Tây Nha Trang.
52. Sắp xếp toàn bộ diện tích tự nhiên, quy mô dân số của các phường Phước Hải, Phước Long, Vĩnh Trường, xã Vĩnh Thái và xã Phước Đồng thành phường mới có tên gọi là phường Nam Nha Trang.
53. Sắp xếp toàn bộ diện tích tự nhiên, quy mô dân số của phường Cam Nghĩa, phườngCam Phúc Bắc và xã Cam Thành Nam thành phường mới có tên gọi là phường Bắc Cam Ranh.
54. Sắp xếp toàn bộ diện tích tự nhiên, quy mô dân số của các phường Cam Phú, Cam Lộc và Cam Phúc Nam thành phường mới có tên gọi là phường Cam Ranh.
55. Sắp xếp bộ diện tích tự nhiên, quy mô dân số của các phường Cam Thuận, Cam Lợi và Cam Linh thành phường mới có tên gọi là phường Cam Linh.
56. Sắp xếp toàn bộ diện tích tự nhiên, quy mô dân số của phường Ba Ngòi và xã Cam Phước Đông thành phường mới có tên gọi là phường Ba Ngòi.
57. Sắp xếp toàn bộ diện tích tự nhiên, quy mô dân số của phường Ninh Hiệp, phườngNinh Đa, xã Ninh Đông và xã Ninh Phụng thành phường mới có tên gọi là phường Ninh Hòa.
58. Sắp xếp toàn bộ diện tích tự nhiên, quy mô dân số của các phường Ninh Diêm, Ninh Hải, Ninh Thủy và xã Ninh Phước thành phường mới có tên gọi là phường Đông Ninh Hòa.
59. Sắp xếp toàn bộ diện tích tự nhiên, quy mô dân số của phường Ninh Giang, phườngNinh Hà và xã Ninh Phú thành phường mới có tên gọi là phường Hòa Thắng.
60. Sắp xếp toàn bộ diện tích tự nhiên, quy mô dân số của các phường Kinh Dinh, Phủ Hà, Đài Sơn và Đạo Long thành phường mới có tên gọi là phường Phan Rang.
61. Sắp xếp toàn bộ diện tích tự nhiên, quy mô dân số của các phường Mỹ Bình, Mỹ Đông, Mỹ Hải và phần còn lại của phường Đông Hải sau khi sắp xếp theo quy định tại khoản 36 Điều này thành phường mới có tên gọi là phường Đông Hải.
62. Sắp xếp toàn bộ diện tích tự nhiên, quy mô dân số của phường Văn Hải và thị trấn Khánh Hải thành phường mới có tên gọi là phường Ninh Chử.
63. Sắp xếp toàn bộ diện tích tự nhiên, quy mô dân số của phường Phước Mỹ, phường Bảo An và xã Thành Hải thành phường mới có tên gọi là phường Bảo An.
64. Sắp xếp toàn bộ diện tích tự nhiên, quy mô dân số của phường Đô Vinh và xã Nhơn Sơn thành phường mới có tên gọi là phường Đô Vinh.
65. Sắp xếp toàn bộ diện tích tự nhiên, quy mô dân số của thị trấn Trường Sa, xã Song Tử Tây và xã Sinh Tồn thành đặc khu có tên gọi là đặc khu Trường Sa.
66. Sau khi sắp xếp, tỉnh Khánh Hòa có 65 đơn vị hành chính cấp xã, gồm 48 xã, 16 phường và 01 đặc khu.